# Chun Jung-myung
Chun Jung-myung (천정명?, 千正明?; Seul, 29 novembre 1980) è un attore sudcoreano.

## Filmografia

### Cinema
- Ah yoo redi?, regia di Yoon Sang-ho (2002)
- Taepungtaeyang, regia di Jae-eun Jeong (2005)
- Gang-jeok, regia di Min-ho Cho (2006)
- Hansel e Gretel (Henjel gwa Geuretel), regia di Yim Pil-sung (2007)
- Pureun sogeum, regia di Lee Hyun-seung (2011)
- Bam-ui yeo-wang, regia di Kim Je-yeong (2013)
- Moksum geon yeon-ae, regia di Song Min-kyu (2016)
- Unalterable, regia di Ki-hyeong Park e Chang-Yong Song (2019)

### Televisione
- Bad Girls - serie TV (2002)
- Fashion 70s - serie TV, 28 episodi (2005)
- Gootbai sollo - serie TV, 16 episodi (2005)
- Yeo-u-ya mwohani - serie TV, 16 episodi (2006)
- Cinderella eonni - serie TV, 20 episodi (2010)
- Jjakpae - serie TV, 32 episodi (2011)
- Yunggwang-ui Jae-in - serie TV, 24 episodi (2011)
- Reset - serie TV (2014)
- Heart to Heart (Hateu Too Hateu) - serie TV, 16 episodi (2015)
- Maseuteo: Guksuui Sin - serie TV, 20 episodi (2016)
- Seollemju-uibo - serie TV, 16 episodi (2018)